# Gekielde clausilia
De gekielde clausilia (Macrogastra rolphii) is een slakkensoort uit de familie van de Clausiliidae. De wetenschappelijke naam van de soort is voor het eerst geldig gepubliceerd in 1826 door Turton.